# Medalja »za vrnitev Krima«
Medalja "Za vrnitev Krima" (rusko медаль «За возвращение Крыма») je medalja ruskega ministrstva za obrambo.
Medalja je bila podeljena vojaškemu osebju in civilnih kolaborantom ruskih oboroženih sil leta 2014 za zasluge in odlikovanja med okupacijo ukrajinskega polotoka Krim in sledečo aneksacijo.

## Zgodovina
Prve medalje so bile podeljene 24. marca 2014. Prejeli so jih nekdanji uslužbenci likvidiranega Berkuta, ukrajinski kolaboranti, ruski vojaki, poveljniki črnomorske flote in vodja samorazglašene Republike Krim. Podeljeval jih je ruski obrambni minister Sergej Šojgu.
Analiza ruskega registra javnih naročil "Kontur", ki so jo izvedli preiskovalni novinarji leta 2017, je pokazala, da je bil razpis za izdelavo medalje objavljen 17. decembra 2013 - to je nekaj tednov po začetku Evromajdana in več mesecev pred uradnim začetkom tega, kar je po trditvah Rusije »vrnitev Krima«. Po objavi novinarskih preiskav so bile vse podrobnosti naročila skrite.
Na hrbtni strani medalje so zapisani datumi operacije kot »20. 02. 14 – 18. 03. 14«. To postavi začetek operacije na 20. februar, ko je bil Viktor Janukovič še vedno na oblasti. Iz Kijeva je pobegnil šele naslednji dan, 22. februarja pa ga je Vrhovna rada uradno odstavila s položaja z resolucijo »O odstopu predsednika Ukrajine od izpolnjevanja ustavnih pooblastil in razglasitvi predčasnih predsedniških volitev v Ukrajini«, ki jo je Rusija navajala kot dokaz o »neustavnem državnem udaru« v Ukrajini in razlog za invazijo Krima. Dejstvo, da so Krim začeli »vračati« dva dni pred odstavitvijo Janukoviča, je bilo izpostavljeno kot posreden dokaz, da je Rusija napad na Krim začela 20. februarja 2014, uradni razlogi pa so le poskus upravičevanja dejanj. Ruski zunanji minister Sergej Lavrov je leta 2018 trdil, da gre na medalji za »tehnično napako«.